# Euskaltel-Euskadi 2009
Questa voce raccoglie le informazioni riguardanti la Euskaltel-Euskadi nelle competizioni ufficiali della stagione 2009.

## Stagione
La squadra ciclistica spagnola Euskaltel-Euskadi partecipò, nella stagione 2009, all'UCI ProTour, giungendo dodicesima nella classifica finale a squadre. A livello individuale arrivarono 6 vittorie, tutte nel circuito Pro.

## Organico

### Rosa
|  | Naz.              |  | Sportivo         | Anno |  |  |
|  | ----------------- |  | ---------------- | ---- |  |  |
|  | Spagna (bandiera) |  | Josu Agirre      | 1981 |  |  |
|  | Spagna (bandiera) |  | Igor Antón       | 1983 |  |  |
|  | Spagna (bandiera) |  | Javier Aramendia | 1986 |  |  |
|  | Spagna (bandiera) |  | Mikel Astarloza  | 1979 |  |  |
|  | Spagna (bandiera) |  | Jorge Azanza     | 1982 |  |  |
|  | Spagna (bandiera) |  | Sergio De Lis    | 1986 |  |  |
|  | Spagna (bandiera) |  | Koldo Fernández  | 1981 |  |  |
|  | Spagna (bandiera) |  | Aitor Galdós     | 1979 |  |  |
|  | Spagna (bandiera) |  | Aitor Hernández  | 1982 |  |  |
|  | Spagna (bandiera) |  | Markel Irizar    | 1980 |  |  |
|  | Spagna (bandiera) |  | Iñaki Isasi      | 1977 |  |  |
|  | Spagna (bandiera) |  | Andoni Lafuente  | 1985 |  |  |
|  | Spagna (bandiera) |  | Iñigo Landaluze  | 1977 |  |  |
|  | Spagna (bandiera) |  | Egoi Martínez    | 1978 |  |  |
|  | Spagna (bandiera) |  | Mikel Nieve      | 1984 |  |  |
|  | Spagna (bandiera) |  | Juan José Oroz   | 1980 |  |  |
|  | Spagna (bandiera) |  | Alan Pérez       | 1982 |  |  |
|  | Spagna (bandiera) |  | Rubén Pérez      | 1981 |  |  |
|  | Spagna (bandiera) |  | Samuel Sánchez   | 1978 |  |  |
|  | Spagna (bandiera) |  | Amets Txurruka   | 1982 |  |  |
|  | Spagna (bandiera) |  | Pablo Urtasun    | 1980 |  |  |
|  | Spagna (bandiera) |  | Iván Velasco     | 1980 |  |  |
|  | Spagna (bandiera) |  | Gorka Verdugo    | 1978 |  |  |

## Palmarès

### Corse a tappe
- Volta ao Algarve

2ª tappa (Koldo Fernández)
- Tour de France

16ª tappa (Mikel Astarloza)
- Vuelta a Burgos

1ª tappa (Koldo Fernández)
- Tour Down Under

Classifica scalatori (Markel Irizar)
- Tirreno-Adriatico

Classifica scalatori (Egoi Martinez)
- Vuelta al País Vasco

Classifica a punti (Samuel Sánchez)

### Corse in linea
- Gran Premio de Llodio (Samuel Sánchez)
- Circuito de Getxo (Koldo Fernández)
- Subida a Urkiola (Igor Antón)

## Classifiche UCI

### UCI ProTour
Individuale
Piazzamenti dei corridori dell'Euskaltel-Euskadi nella classifica individuale UCI ProTour 2009.
| Pos. | Ciclista        | Punti |
| ---- | --------------- | ----- |
| 3    | Samuel Sánchez  | 357   |
| 81   | Koldo Fernández | 56    |
| 109  | Aitor Galdós    | 30    |
| 165  | Amets Txurruka  | 10    |
| 187  | Rubén Pérez     | 6     |
| 206  | Egoi Martínez   | 4     |
| 238  | Iñaki Isasi     | 2     |
| 244  | Pablo Urtasun   | 2     |
| 250  | Igor Antón      | 1     |

Squadre
La squadra Euskaltel-Euskadi chiuse in dodicesima posizione con 631 punti.